# سیستم برتون وودز
نظام مدیریت پولی برتون وودز (به انگلیسی: Bretton Woods system) در اواخر جنگ جهانی دوم، قوانین روابط مالی و بازرگانی میان کشورهای ایالات متحده آمریکا، کانادا، اروپای غربی، استرالیا و ژاپن را مشخص کرد. نظام برتون وودز نخستین نمونه از یک نظام پولی کاملاً مشورتی و قراردادی است که با هدف کنترل و مدیریت روابط پولی و اقتصادی میان دولت‌ها به بهانه مدیریت کشور تأسیس شده است. در نظام برتون وودز هر کشور باید سیاست پولی خود را چنان اتخاذ کند که نرخ مبادله ارز خود را به طلا گره زده و این نرخ را ثابت نگه دارد. نقش صندوق بین‌المللی پول نیز برطرف‌کردن ناترازی‌های موقتی در پرداخت‌ها است. همچنین، این نظام باید به عدم همکاری میان دیگر کشورها و جلوگیری از ایجاد رقابت برای کاهش ارزش ارزها نیز بپردازد.
آمریکا که دو سوم طلای جهان را زیر کنترل داشت، اصرار داشت که نظام برتون وودز هم بر طلا و هم بر دلار آمریکا مبتنی باشد. نمایندگان اتحاد جماهیر شوروی سوسیالیستی در کنفرانس شرکت کردند ولی بعدها از پذیرش موافقت‌نامه نهایی سرباز زدند و اعلام کردند نهادهایی که بدین طریق تأسیس شده بودند، «شعب وال استریت (بازار بورس نیویورک)» هستند. در ۱۹۴۵ (میلادی) و پس از این‌که شمار کشورهای موافق به رقم مناسبی رسید، این سازمان‌ها آغاز به کار کردند.
در ۱۵ اوت ۱۹۷۱ آمریکا قابلیت تبدیل دلار آمریکا به طلا را به شکل یک‌طرفه فسخ کرد و عملاً به نظام برتون وودز پایان داد و دلار را به ارز بی‌پشتوانه تبدیل کرد. به این اقدام «شوک نیکسون» می‌گویند که باعث شد شرایطی پدید آید که دلار آمریکا تبدیل به ارز اندوخته بسیاری از کشورها بشود. هم‌زمان، بسیاری از ارزهای ثابت (مانند پوند استرلینگ) نیز شناور شدند.

شمار کشورهایی که از سال ۱۸۰۰ (میلادی) تا ۲۰۰۹ (میلادی) بحران اقتصادی داشته‌اند. بین ۱۹۴۵ تا ۱۹۷۱ که نظام برتون وودز برپا بود تقریباً هیچ بحرانی اقتصادی‌ای دیده نمی‌شود.

## خاستگاه
بنیاد سیاسی نظام برتون وودز متأثر از دو وضعیت ۱) بحران‌های مالی جهانی پس از جنگ جهانی اول و شکست در حل مشکلات اقتصادی که منجر به جنگ دوم شد؛ و ۲) تمرکز قدرت در تعداد کمی از کشورها بود.

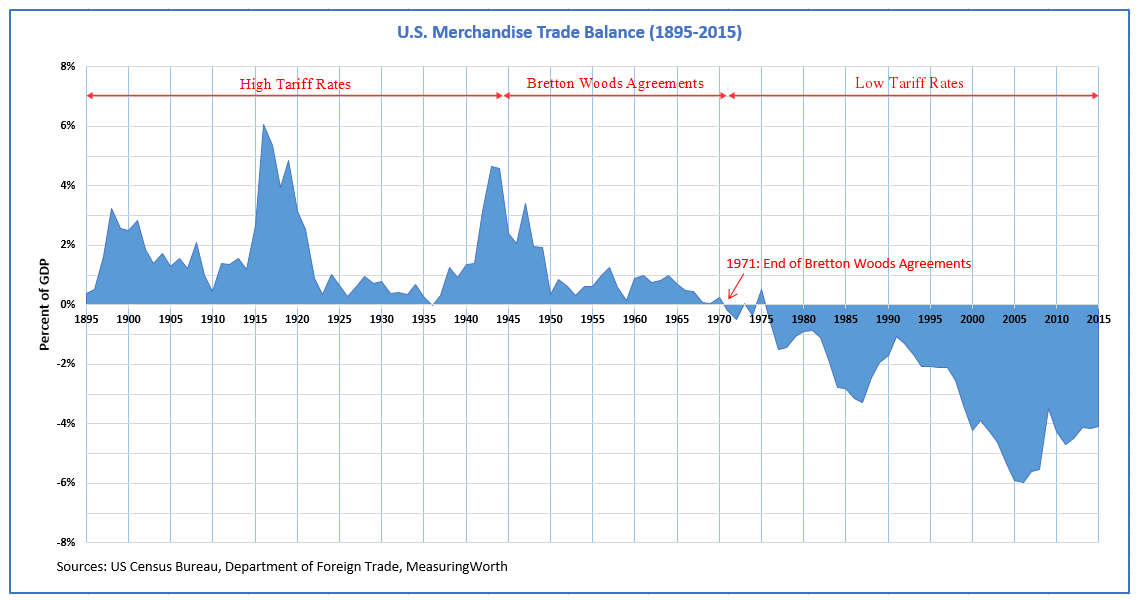
تراز تجاری ایالات متحده آمریکا بین سال‌های ۱۸۹۵ تا ۲۰۰۵ و سیاست‌های اقتصادی آن

### دوره بین دو جنگ
در دوره بین دو جنگ جهانی، میان کشورهای قدرتمند توافق‌هایی مانند پیمان ورسای به منظور هماهنگی نرخ تبدیل ارز شده بود؛ ولی این توافق‌ها شکست خوردند و تنش‌های سیاسی را بدتر کردند. تجربه جنگ جهانی دوم برای اذهان مقامات رسمی تازه بود. برنامه‌ریزان برتون وودز امید داشتند که از تکرار پیمان ورسای جلوگیری کنند زیرا آن پیمان موجب تنش‌های سیاسی و اقتصادی شده و جنگ جهانی دوم را به بار آورده بود.
پس از جنگ جهانی اول، بریتانیا مبالغ هنگفتی به آمریکا بدهکار شد و نمی‌توانست پرداخت کند؛ زیرا طی جنگ سرمایه خود را برای حمایت از متفقینی مانند فرانسه خرج کرده بود. متفقین نمی‌توانستند پول بریتانیا را بازگردانند؛ لذا بریتانیا نیز نمی‌توانست بدهی خود به آمریکا را باز پردازد. راه حلی که فرانسه، بریتانیا و آمریکا در کاخ ورسای به آن رسیدند این بود که آلمان را مجبور به پرداخت پول کنند. اگر مطالباتی که از آلمان شد غیرواقعی بود پس تقاضا از فرانسه برای بازپرداخت به بریتانیا و تقاضا از بریتانیا برای بازپرداخت به آمریکا نیز غیرواقعی بود. پس بسیاری از دارایی‌هایی که در ترازنامه‌های بانک‌ها در سطح بین‌الملل وجود داشت در واقع وام‌های غیرقابل بازیافت بودند و همین وام‌ها در ۱۹۳۱ منجر به بحران بانکداری رکود بزرگ شدند. اصرار غیرعاقلانه کشورهای طلب‌کار برای پس گرفتن پول خود همراه با تمایل به سیاست جداسازی خود از دیگر کشورها، باعث تخریب نظام اقتصاد جهانی و رکود جهانی اقتصادی شد. سیاست «همسایه‌ات را فقیر کن» در ادامه این بحران پدید آمد؛ طوری‌که چند کشور کوشیدند با کاهش ارزش ارز خود توانایی رقابت خود را افزایش دهند (یعنی صادرات را زیاد کنند و واردات را کم کنند)، گرچه بررسی‌های تازه نشان داده‌اند که این سیاست تورمی شاید بتواند بخشی از نیروهای متضاد در سطح قیمت‌های جهانی را خنثی کند.
در دهه ۱۹۲۰ (میلادی)، جریان‌های بین‌المللیِ سرمایه‌های مالی سوداگرانه، زیاد شدند و در نتیجه، وضعیت تراز پرداخت‌ها در بسیاری از کشورهای اروپایی و آمریکا دچار بحران شد. در دهه ۱۹۳۰ (میلادی)، بازارهای جهانی همواره دستخوش موانع و محدودیت‌های بی‌نظم و سامانی بود که کشورهای مختلف بسته به میل خود بر تجارت بین‌الملل و حجم سرمایه‌گذاری‌ها اِعمال می‌کردند. در نیمه نخست این دهه، سیاست‌های ملیِ آشفته و اغلب متکی بر استقلال کشور در نقاط مختلف جهان پدیدار شد. این سیاست‌ها از نوع حمایتی و نئومرکانتیلیستی بودند - که اغلب با هم سازگار نیستند- و هدفشان این بود که جایگزینی برای واردات بیابند، صادرات را زیاد کنند، سرمایه‌گذاری خارجی و جریان‌های تجاری را منحرف کنند و حتی بعضی از تجارت‌های مرزی و سرمایه‌گذاری‌ها را فوراً ممنوع کنند. بانک‌های مرکزی کوشیدند با هم جلسه گذاشته و وضعیت را مدیریت کنند؛ ولی دربارهٔ وضعیت توافق نداشتند و برقراری ارتباط در سطح بین‌المللی برایشان دشوار شد. همین‌ها باعث شد تا در عمل از توانایی‌هایشان کاسته شود. تجربه عاقبت این کار این بود که صرف اینکه بانک‌های مرکزی سخت کوش و مسئولیت پذیر باشند کافی نیست.
بریتانیا در دهه ۱۹۳۰ میلادی دارای بلوک تجاری انحصاری با کشورهای امپراتوری بریتانیا بود که «ناحیه استرلینگ» خوانده می‌شد. برای نمونه، اگر واردات بریتانیا از آفریقای جنوبی بیش از صادراتش به آن کشور بود کسانی که در آفریقای جنوبی پوند استرلینگ را دریافت می‌کردند تمایل داشتند که آن پول را در بانک‌های لندن بگذارند. این بدین معنی بود که گرچه بریتانیا دچار نقص تجاری بود اما حساب مالی مازاد داشت و پرداخت‌ها تراز بودند. همچنین، لازمه تراز مثبت پرداختی بریتانیا این بود که ثروت ملت‌های پادشاهی بریتانیا را در بانک‌های بریتانیایی نگاه دارد.
یک دلیل اینکه کسانی که مثلاً پول آفریقای جنوبی را در اختیار داشتند به نفع‌شان بود که ثروت خود را در لندن و به شکل پوند استرلینگ نگهداری کنند این بود که پوند استرلینگ ارز قدرتمندی بود. مشکل آنجا بود که وقتی که بریتانیا در دهه ۱۹۲۰ میلادی در روند صنایع دچار کاهش شد، برای جبران کسری تجاری خود، ارزش پولش را بصورت مصنوعی کاهش داد و نتیجتاً کاهش ارزش پول بریتانیا منجر به خروج ارزهای مازاد از نظام بانکی می‌شد.
تا ۱۹۴۰، آلمان نازی نیز با بلوک محدودی از کشورها کار می‌کرد. آلمان، کشورهای شریکی را که مازاد سرمایه داشتند مجبور می‌کرد از سرمایه مازاد خود برای واردات کالا از آلمان خرج کنند؛ لذا بریتانیا از راه نگهداری مازاد سرمایه کشورها به شکل پوند استرلینگ و آلمان از طریق مجبور کردن شرکای تجاری به خرید محصولاتش بقای خود را حفظ می‌کردند. آمریکا نگران این بود که هزینه‌های زمان جنگ به ناگهان کاهش یابد و کشور دوباره دچار بیکاری مانند دهه ۱۹۳۰ میلادی بشود؛ لذا از کشورهایی که از پوند استرلینگ استفاده می‌کردند و نیز از همه اروپاییان خواست که با آسان‌سازی رویه‌ها بتوانند از آمریکا کالا وارد کنند؛ بنابراین آمریکا از تجارت آزاد و تبدیل ارزهای بین‌المللی به طلا یا دلار حمایت کرد.

### گفتگوهای پس از جنگ
وقتی بسیاری از همین ناظران متخصصی که افتضاح دهه ۱۹۳۰ میلادی را بار آورده بودند در برتون وودز در جایگاه معماران نظام نو و یکپارچه پس از جنگ قرار گرفتند. اصول راهنمایشان تغییر کرده بود: «دیگر همسایه‌ات را فقیر نکن» و «جریان‌های سرمایه مالی سوداگرانه را کنترل کنید». هدف این بود که دیگر فرایند رقابتیِ کاهش ارزش پول رخ ندهد ولی باید این کار به گونه‌ای انجام می‌گرفت که کشورهای بدهکار مجبور نشوند نرخ بهره خود را آن چنان زیاد بگیرند که سرمایه‌گذاران خارجی تشویق شوند پول خود را به آن بانک‌ها بسپارند و از سوی دیگر صنایع آن کشورهای بدهکار آسیب ببیند. «جان مینارد کینز» که نگران تکرار «رکود بزرگ» بود از پیشنهاد بریتانیا مبنی بر اینکه کشورهایی که مازاد سرمایه دارند باید مجبور به پیروی از قاعده «استفاده کن یا از دستش بده» شوند، حمایت کرد. بر پایه این قاعده، آن کشورها باید از ملل بدهکار کالا وارد کنند، در خاک ملل بدهکار کارخانه بسازند یا پول را به کشورهای بدهکار ببخشند. آمریکا با طرح کینز مخالفت کرد و یک مقام عالی‌رتبه در وزارت خزانه‌داری ایالات متحده آمریکا به نام «هری دکستر وایت» نیز پیشنهاد کینز را رد کرد و در عوض ایجاد یک صندوق بین‌المللی پول را پذیرفت که آن قدر منابع کافی داشته باشد که بتواند با ناپایدار شدن جریان‌های مالی سوداگرانه مقابله کند؛ ولی پیشنهاد وایت با صندوق بین‌المللی پول امروزی فرق داشت. بر پایه پیشنهاد او، به‌طور خودکار با جریان‌های گردش مالی سوداگرانه مقابله می‌شد بی‌آنکه هیچ قید و بند سیاسی وجود داشته باشد یعنی صندوق بین‌المللی پول هیچ شرط و شروطی نمی‌داشت. «براد دلونگ» تاریخ‌نگار اقتصادی، می‌گوید تقریباً هر چه کینز گفته بود و آمریکاییان با آن مخالفت کرده بودند بعداً معلوم می‌شد که درست بوده است.
امروزه این رویدادهای کلیدی دهه ۱۹۳۰ میلادی برای پژوهشگران معنا و مفهوم دیگری دارد. از جمله اینکه امروزه کاهش ارزش پول را طور دیگری تفسیر می‌کنند. «بن برننکی» در خصوص این موضوع می‌نویسد:
«... محتمل‌ترین دلیل رکود جهانی این بود که استاندارد بین‌المللی طلا از نظر ساختاری مشکل داشت و خوب مدیریت نمی‌شد. به دلایل بسیار، از جمله اینکه وزارت خزانه‌داری می‌خواست از انفجار بازار سهام جلوگیری کند، سیاست‌های مالی در دهه ۱۹۲۰ در چند کشور مهم انقباضی بود، این انقباضات به واسطه استاندارد طلا به کل جهان منتقل شد. پدیده‌ای که در آغاز یک انقباض ملایم بود در بحران بانکداری و ارزی سال ۱۹۳۱ ایجاد شد و منجر به «رقابت برای دستیابی به طلا» شد. عقیم‌سازی گردش طلا از سوی کشورهایی که مازاد داشتند (آمریکا و فرانسه)، جایگزین کردن طلا به جای ذخایر ارزهای خارجی، و بیرون کشیدن پول از بانک‌های تجاری از جمله دلایلی بودند که باعث شد جایگاه طلا به عنوان پشتوانه پول ارتقاء یابد و در نتیجه میزان عرضه پول در سطح ملی کاهش یابد. انقباضات پولی به شدت با کاهش قیمتها، میزان تولید و استخدام مرتبط بودند. به رغم محدودیت‌های استاندارد طلا، همکاری مؤثر در سطح بین‌الملل می‌توانست منجر به انبساط پولی در سطح جهانی شود ولی مناقشات مربوط به غرامت و بدهی‌های جنگ جهانی اول جهانی، و نیز رویکرد وزارت خزانه‌داری که تنها به نفع کشور فکر می‌کرد و بی‌تجربه هم بود، باعث شدند چنین چیزی رخ ندهد. در نتیجه، کشورها تنها در صورتی می‌توانستند از گرداب انقباض خارج شوند که به‌طور یکجانبه استاندارد طلا را کنار گذارند و دوباره پایداری پولی را در سطح داخلی برپا کنند. این پروسه به شکلی نصفه نیمه و ناهماهنگ پیش می‌رفت تا اینکه سرانجام در ۱۹۳۶، فرانسه و دیگر کشورهای بلوک استاندارد طلا را کنار گذاشتند.»رکود بزرگ. بی. برنانکی.
در ۱۹۴۴ در برتون وودز و در نتیجه بینش جمعی آن زمان نمایندگان همه کشورهای پیشروی متفقین به دنبال دستیابی به یک نظام منظم با نرخ تبدیل ارز ثابت بودند که به‌طور غیر مستقیم تحت نظر دلار آمریکا و وابسته به طلا باشد. یعنی نظامی که متکی به یک اقتصاد بازار قاعده‌مند باشد و ارزش ارزهایش به شدت کنترل شود و به کمک بانک‌های مرکزی، گردش‌های سرمایه‌های سوداگرانه بین‌المللی کنترل شد. این بدین معنی بود که سرمایه‌گذاری‌های بین‌المللی وارد بخش سرمایه‌گذاری مستقیم خارجی می‌شد یعنی ساخت و ساز کارخانجات در خارج، نه صرف دستکاری ارزها شود و نه در بازارهای سهام استفاده شود. گرچه متخصصین بین‌المللی تا حدی در خصوص نحوه خاص اجرای این نظام اختلاف نظر داشتند اما همگی بر سر نیاز به نظارت‌های شدید توافق داشتند.

#### امنیت اقتصادی
بر پایه تجربه سال‌های بین دو جنگ، برنامه ریزان آمریکایی مفهوم امنیت اقتصادی را پدیدآوردند یعنی اینکه یک نظام اقتصادی بین‌المللی لیبرال می‌تواند امکان صلح پس از جنگ را تقویت کند. از میان ایده‌پردازان این موضوع کوردل هال بود که از ۱۹۳۳ تا ۱۹۴۴ وزیر امور خارجه ایالات متحده آمریکا بود. هول بر این باور بود که علل اصلی دو جنگ جهانی، تبعیض اقتصادی و جنگ تجاری بود. به عبارتی او دو چیز در ذهن داشت، یکی کنترل ارز و تجارت (توافقات دو سویه) که دولت آلمان نازی وضع کرده بود و دوم نظام ترجیحی بریتانیا که بر پایه این نظام اعضای فعلی یا قبلی پادشاهی بریتانیا در معاملات تجاری جایگاه ویژه‌ای داشتند. همین نظام خودش باعث شده بود آلمان و فرانسه و آمریکا سیاست‌های مراقبتی در پیش بگیرند. هول می‌گفت:
«تجارتی که بدون مانع انجام گیرد صلح را با خود به همراه می‌آورد. تعرفه‌های زیاد، موانع تجاری و رقابت ناعادلانه اقتصادی با جنگ همبسته‌اند… اگر می‌توانستیم جریان تجاری آزادتری داشته باشیم…(آزادتر به این معنی که موانع و تبعیض‌های کمتری ایجاد می‌شد… طوری‌که یک کشور به شدت نسبت به دیگری حسادت نمی‌کرد و استانداردهای زندگی همه کشورها بهبود می‌یافت)، نارضایتی اقتصادی که مادر جنگ است از میان می‌رفت و شاید شانس این را داشتیم که به صلح پایدار دست یابیم».

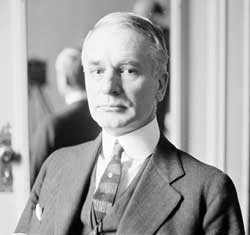
کوردل هال

#### افزایش مداخلات دولتی
کشورهای توسعه‌یافته بر این عقیده بودند که نظام اقتصادی بین‌المللی لیبرال نیاز به مداخله دولت‌ها دارد. پس از رکود بزرگ، در کشورهای توسعه یافته کار اصلی دولت‌ها این شده بود که اقتصاد را مدیریت کنند. اشتغال، تثبیت قیمت، و رشد اقتصادی از جمله موضوعات مهم سیاست دولت بودند.
از سوی دیگر، مفروض بود که نقش دولت در اقتصاد ملی تضمین اندازه‌ای از رفاه برای شهروندان است. نظام حفاظت اقتصادی برای شهروندانی که تحت خطر هستند – گاهی به آن دولت رفاه می‌گویند – پس از رکود بزرگ پدید آمد و منجر به دخالت شدید دولت در اقتصاد شد. همچنین مکتب کینز در اقتصاد که می‌گفت دولت باید برای مقابله با نواقص بازار دخالت کند نیز به این وضع دامن می‌زد.
با این وجود، افزایش مداخلات دولتی در اقتصاد داخلی منجر به افزایش احساسات انزوا جویانه شد و به شدت بر اقتصاد بین‌المللی تأثیر منفی گذاشت. اولویت دهی به اهداف ملی، اقدامات ملی مستقل در دوره میان دو جنگ، و عدم درک این نکته که بعضی از همان اهداف ملی بدون همکاریِ بین‌المللی ممکن نبود محقق شوند، همگی منجر به سیاست «همسایه ات را فقیر کن» شد، از جمله: افزایش تعرفه‌ها، کاهش رقابتی ارزش پول که منجر به فروپاشی نظام پولی بین‌المللی مبتنی بر طلا شد، ناپایداری سیاسی در داخل، و جنگ بین‌المللی. مبدع اصلی نیو دیل نظام برتون وودز هری دکستر وایت در خصوص درس‌هایی که آن دوره به ما آموختند چنین می‌گوید:
«نبود همکاری قوی اقتصادی میان کشورهای برتر به ناچار منجر به جنگ اقتصادی می‌شود که آن نیز مقدمه و محرکی برای جنگ نظامی در سطحی حتی وسیع‌تر است»
کشورها برای دستیابی به پایداری اقتصادی و صلح سیاسی موافقت کردند با هم همکاری کنند و تولید ارزهای خود را کاملاً منظم کنند و نرخ تبدیل ارزها را ثابت نگاه دارند تا تجارت بین‌المللی آسان‌سازی شود. این اصل دیدگاه آمریکا در خصوص تجارت آزاد در دوره پس از جنگ بود. در کنار این موضوع، اهداف دیگری هم وجود داشت از جمله کاهش تعرفه‌ها و حفظ تعادل تجاری از راه ثابت نگاه داشتن نرخ ارزها. همگی این‌ها به سود نظام سرمایه‌داری بود.
لذا بیشتر کشورهایی که اقتصاد بازارشان توسعه یافته بود با نگرش آمریکا به مدیریت اقتصاد بین‌الملل در دوران پس از جنگ موافق بودند. در نتیجه، یک نظام پولی بین‌المللی ایجاد و تثبیت شد و کمک کرد تا موانعی که بر سر تجارت آزاد و گردش سرمایه وجود داشت برطرف شوند. در واقع، نظام پولی بین‌المللی تازه بازگشت به نظام استاندارد طلای پیش از جنگ بود با این تفاوت که از دلار آمریکا به عنوان ارز ذخیره نو استفاده می‌شد تا زمانی که دوباره منابع طلای جهانی از طریق تجارت بین‌المللی به این کار تخصیص یابند.
پس در آغاز قرار بود بر پایه نظام نو، دولت‌ها بر خلاف سال‌های پیش از جنگ جهانی دوم، در تأمین پول خود دخالت نکنند. در عوض باید نظارت می‌کردند تا میزان تولید ارز طوری باشد که سطح قیمت ارز به‌طور مصنوعی دستکاری نشود. برتون وودز اگر هیچ سود دیگری هم نداشت لااقل بازگشت به دوره‌ای بود که دولت‌ها به‌طور فزاینده در سیستم‌های اقتصادی و ارزی دخالت نمی‌کردند.

#### منشور آتلانتیک
در اوت ۱۹۴۱ منشور آتلانتیک نوشته شد. در آن زمان فرانکلین روزولت رئیس‌جمهور ایالات متحده بود و در یک کشتی واقع در اقیانوس اطلس شمالی با وینستون چرچیل نخست‌وزیر بریتانیا دیدار کرد. این دیدار، مهم‌ترین دیدار از این دست بود که پیش از کنفرانس برتون وودز رخ داد. روزولت به مانند توماس وودرو ویلسون که پیش از روزولت، اصول چهارده‌گانه ویلسون را برای اوضاع پس از جنگ جهانی اول ارائه کرده بود، یک سری اهداف بلندپروازانه برای فضای پس از جنگ، آن هم پیش از ورود آمریکا به جنگ جهانی دوم، وضع کرد. مطابق منشور آتلانتیک، حق همه کشورها به دسترسی برابر به تجارت و مواد خام تأیید شد. همچنین، منشور دریاها را آزاد اعلام کرد (این یکی از اهداف سیاست خارجی مهم آمریکا بود زیرا نخستین بار فرانسه و بریتانیا کشتی‌رانی آمریکا را در دهه ۱۷۹۰ تهدید کرده بودند)، خلع سلاح متجاوزان را تأیید کرد و خواست تا «نظام امنیتی وسیع و پایدارتری» شکل بگیرد.
با نزدیک شدن پایان جنگ، کنفرانس برتون وودز برپا شد. این کنفرانس نقطه پایانی حدود دو سال و نیم برنامه‌ریزی برای سال‌های پس از جنگ بود. این برنامه‌ریزی از سوی خزانه‌داری آمریکا و بریتانیا صورت گرفته بود. نمایندگان آمریکا و بریتانیا به دنبال بازسازی چیزی بودند که در دوره میان دو جنگ وجود نداشت: نظام پرداخت بین‌المللی که باعث می‌شد تجارت بدون ترس از کاهش ارزش پول یا نوسان‌های شدید در نرخ تبادل ارز انجام گیرد. این مشکلات مذکور در دوره رکود بزرگ، سرمایه‌داری را در سطح جهانی فلج کرده بودند.
بسیاری از سیاست گذاران می‌پنداشتند از آنجا که بازار اروپا برای کالا و خدمات آمریکا آماده نیست آمریکا نمی‌تواند به رشد اقتصادی‌ای که طی جنگ بدان دست یافته بود ادامه دهد. علاوه بر این، اتحادیه‌های کارگری آمریکا بدون تمایل، مجبور به پذیرش قید و بندهای تحمیلی دولت طی جنگ شده بودند ولی دیگر نمی‌خواستند صبر کنند به ویژه اینکه افزایش کسری حقوق برایشان غیرقابل پذیرش بود. (اواخر ۱۹۴۵، اعتصابات مهمی در صنایع خودروسازی، برق و فولاد رخ داده بود).

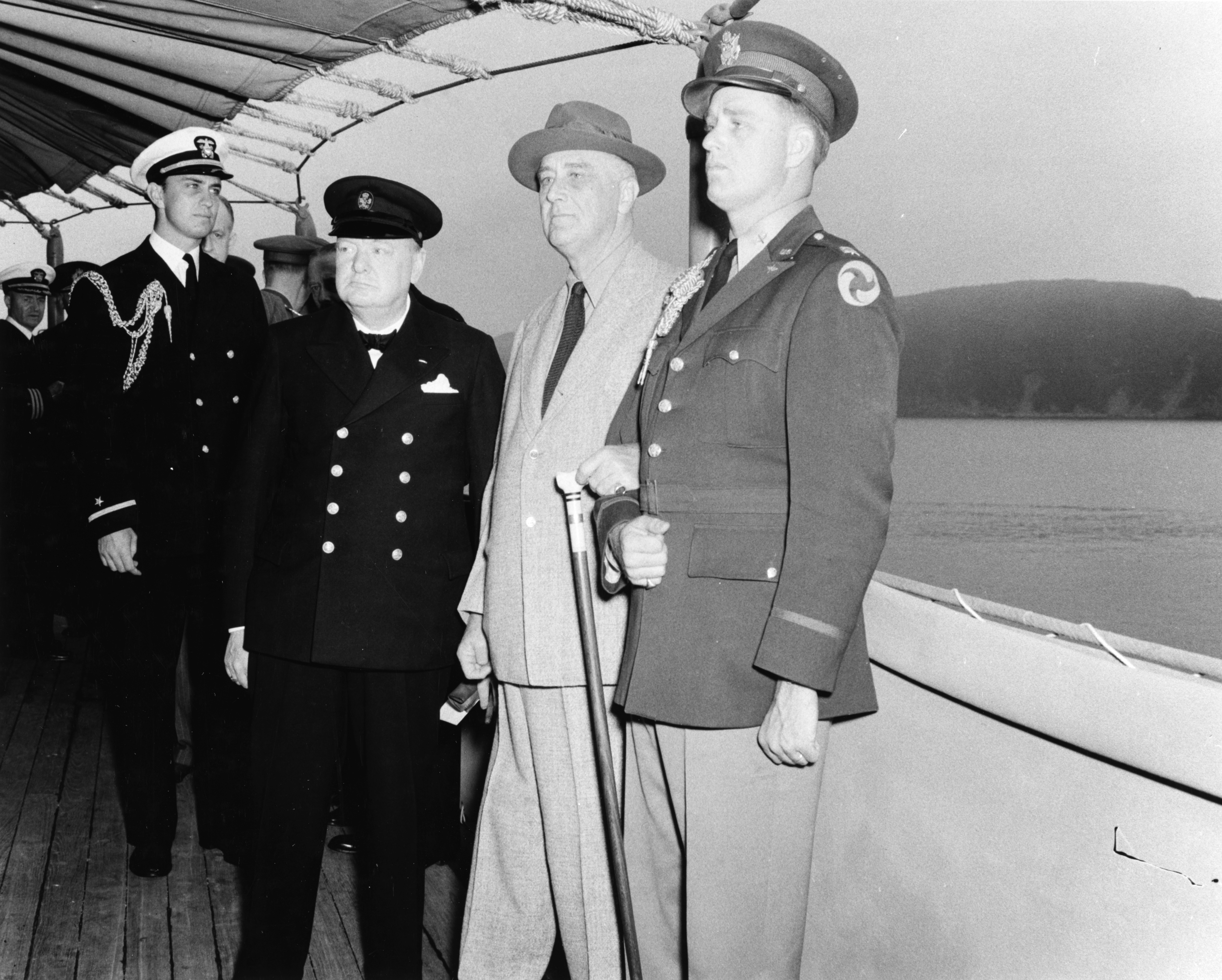
روزولت و چرچیل در جریال ملاقان محرمانهٔ خود طی روزهای ۹–۱۲ اوت ۱۹۴۱

در اوایل ۱۹۴۵، برنارد باروک فضای برتون وودز را چنین توصیف کرد «اگر بتوانیم از پرداخت یارانه به بخش کارگری و رقابت طاقت فرسا در بازارهای صادرات جلوگیری کنیم» و مانع از ساخت دوباره ماشین‌های جنگی بشویم «وای پسر! چه رونقی در بلندمدت در انتظار ماست!».
برهمین اساس آمریکا توانست از موقعیت خود استفاده کند و قواعد اقتصاد جهانی را تعیین کند و بتواند دسترسی راحتی به منابع و بازارهای همه کشورها داشته باشد.

#### ویرانی‌های ناشی از جنگ در اروپا و آسیای شرقی
نیروهای هم‌پیمان آمریکا که طی جنگ از نظر اقتصادی آسیب دیدند به کمک آمریکا نیاز داشتند تا بتوانند تولید داخلی خود را بازسازی کنند و برای تجارت بین‌المللی بودجه تأمین کنند. در واقع آن‌ها برای ادامه حیات به چنین کمک‌هایی احتیاج مبرم داشتند.
پیش از جنگ، فرانسه و بریتانیا فهمیده بودند که دیگر نمی‌توانند در یک بازار آزاد با صنایع آمریکا رقابت کنند. در دهه ۱۹۳۰ میلادی بریتانیا بلوک اقتصادی خودش را ایجاد کرد تا جلوی کالاهای آمریکا را بگیرد. چرچیل مطمئن نبود که پس از جنگ بتواند آن الگوی محافظتی را رها کند لذا پیش از موافقت با عبارت «دسترسی آزاد» در منشور آتلانتیک، آن بند را شرطی و تضعیف کرد.
با این حال مقامات آمریکا مصمم بودند تا به پادشاهی بریتانیا دسترسی پیدا کنند. ارزش مجموع تجارت بریتانیا و آمریکا بیش از نیمی از تجارت جهانی کالاها بود. برای اینکه آمریکا بتواند بازارهای جهانی ایجاد کند باید نخست بر تجارت پادشاهی بریتانیا فائق آید. گرچه بریتانیا از منظر اقتصادی در سده ۱۹ (میلادی) حاکم جهان بود مقامات آمریکا قصد داشتند در نیمه دوم سده ۲۰ میلادی، بازار بریتانیا را از آن خود کنند.
یک مقام عالی‌رتبه بانک انگلستان چنین گفته است:
«یکی از دلایل اینکه برتون وودز موفق بود این بود که بر همگان آشکار بود که آمریکا قدرتمندترین کشور حاضر در جلسه است لذا می‌توانست درخواستش را بر دیگران تحمیل کند از جمله بر انگلستان که اغلب نگران اوضاع بود. در همان زمان، یکی از مقامات بلندپایه بانک انگلستان، در خصوص توافق برتون وودز گفته بود «اگر جنگ بیشترین آسیب را به بریتانیا وارد کرده باشد، برتون وودز در مقام دوم قرار دارد». دلیل این امر عمدتاً به این خاطر بود که برتون وودز به خوبی نمایانگر انتقال قدرت از بریتانیا به آمریکا بود».
بریتانیای آسیب دیده از جنگ چندان گزینه انتخابی نداشت. دو جنگ جهانی باعث شده بود صنایع اصلی‌اش تخریب شوند. صنایعی که پول نیمی از غذای کشور و تقریباً همه مواد خام به جز زغال سنگ را پرداخت می‌کردند. بریتانیا مجبور بود درخواست کمک کند. تا پیش از ۶ دسامبر ۱۹۴۵ که آمریکا پذیرفت ۴٫۴ میلیارد دلار به بریتانیا بدهد پارلمان بریتانیا حاضر نشده بود موافقتنامه برتون وودز را بپذیرد (تصویب این موافقتنامه در مجلس بریتانیا کمی بعد در همان دسامبر ۱۹۴۵ انجام شد).
برای نزدیک به دو سده، منافع فرانسه و آمریکا در «بر قدیم» و «بر جدید» با هم در تضاد بود. طی جنگ، ژنرال شارل دو گل رئیس‌جمهور فرانسه آزاد، نماد بدبینی به آمریکا بود. دو گل برخورد سختی با مقامات آمریکایی می‌کرد چرا که می‌خواست مستعمرات کشورش و آزادی عمل فرانسه را حفظ کند. از سوی دیگر، مقامات آمریکایی دو گل را یک سیاستمدار افراطی می‌دانستند.
ولی در ۱۹۴۵ دو گل که صدای ملی‌گرایی فرانسه بود مجبور شد از آمریکا یک میلیارد دلار وام قرض کند. عمده این درخواست اجابت شد. در عوض فرانسه متعهد شد یارانه‌های دولتی و دستکاری در ارز را، که به نفع جایگاه فرانسه در بازار جهانی تمام می‌شد، محدودتر کند.

## طراحی نظام مالی
تجارت آزاد به آسان‌سازی قابلیت تبدیل ارزها وابسته است. اش کنندگان حاضر در برتون وودز تجربه زنده‌ای از نرخ‌های متغیر ۱۹۳۰ در ذهن داشتند و نتیجه گرفتند نوسان‌های پولی اگر زیاد باشد می‌تواند جلوی گردش آزاد تجارت را بگیرد.
باید در نظام تازه اقتصادی جایگاه سرمایه‌گذاری، تجارت و پرداخت‌ها تقویت می‌شد؛ ولی بر خلاف اقتصادهای ملی، اقتصاد بین‌المللی دارای دولت مرکزی نیست که بتوان برایش پول چاپ کرد و استفاده از آن پول را مدیریت کرد. در گذشته این مشکل از طریق استاندارد طلا حل می‌شد ولی معماران برتون وودز این گزینه را برای اقتصاد پس از جنگ مناسب نمی‌دانستند. در عوض، آن‌ها نظامی برپا کردند که در آن نرخ ثابت تبادل ارزی بماند و این نظام از سوی یک سری موسسات بین‌المللی که از دلار آمریکا به عنوان ارز اندوخته استفاده می‌کنند مدیریت شود (دلار آمریکا نقش ارز استاندارد طلا را برای بانک‌های مرکزی بازی می‌کرد).

### روش‌های غیررسمی

#### روش‌های پیشین
در سده‌های ۱۹ و ۲۰، طلا نقش کلیدی در تراکنش‌های مالی بین‌المللی داشت. از استاندارد طلا برای حمایت از ارزها استفاده می‌شد. ارزش بین‌المللی ارز از طریق نسبت ثابتی که با طلا داشت سنجیده می‌شد. طلا برای بازپرداخت‌های بین‌المللی استفاده می‌شد. استاندارد طلا منجر به حفظ ثبات نرخ تبادلات ارزی می‌شد و این امری مطلوب بود چرا که ریسک تجارت بین‌المللی را کاهش می‌داد.
ناترازی‌هایی که در تجارت بین‌الملل پیش می‌آمد از نظر تئوری به‌طور خودکار به کمک استاندارد طلا تصحیح می‌شد. کشوری که کسری تجاری داشت از ذخایر طلا کم می‌کرد و در نتیجه مجبور می‌شد منابع مالی خود را کاهش دهد. در نتیجه تقاضا کم می‌شد و همین امر منجر به کاهش واردات و کاهش قیمت‌ها می‌شد و صادرات را زیاد می‌کرد؛ لذا کسری تجاری تصحیح می‌شد. هر کشوری که دستخوش تورم می‌شد طلایش را از دست می‌داد و لذا مقدار پول در دسترس برای خرج کردن کاهش می‌یافت.
کاهش در مقدار پول منجر به کاهش فشار تورمی می‌شد. مکمل استفاده از طلا در آن دوره پوند بریتانیا بود. با توجه به اینکه اقتصاد بریتانیا غالب بود، پوند تبدیل به ارز ذخیره، تراکنشی و مداخلاتی شده بود؛ ولی پوند فرصت این را نیافت که ارز جهانی شود زیرا پس از جنگ جهانی دوم اقتصاد بریتانیا تضعیف شد.
مبدعین برتون وودز به نظامی می‌اندیشیدند که هدف اصلی‌اش حفظ ثبات نرخ تبادل ارز باشد؛ ولی در عصری که سیاست‌های فعالتری در اقتصاد پیگیری می‌شد دولت‌ها نمی‌توانستند بر پایه مدل کلاسیک استاندارد طلای سده ۱۹ میلادی کار کنند. تولید طلا حتی برای برآوردن تقاضای تجارت و سرمایه‌گذاری بین‌المللی نیز کافی نبود. علاوه بر این، بخش قابل توجهی از طلای کشف شده در جهان در شوروی بود که بعداً رقیب آمریکا و اروپای غربی در دوران جنگ سرد شد.
تنها ارزی که آن قدر قوی بود که بتواند به تقاضای تراکنش‌های ارزی بین‌المللی پاسخ دهد دلار آمریکا بود. قدرت اقتصادی آمریکا، نسبت ثابت دلار به طلا (سی و پنج دلار در ازای هر اونس) و تعهد آمریکا به اینکه بر پایه همین نرخ دلار را به طلا تبدیل کند دلار را به اندازه طلا کارآمد نشان داد. در واقع دلار از طلا هم بهتر بود: به دلار سود تعلق می‌گرفت و منعطف‌تر از طلا بود.

#### نرخ‌های تبادل ارز ثابت
قوانین برتون وودز که ماده‌های موافقتنامه، صندوق بین‌المللی پول (صندوق بین‌المللی پول) و بانک بین‌المللی بازسازی و توسعه (بانک بین‌المللی بازسازی و توسعه) را تشکیل می‌داد مبنای نظام نرخ ثابت تبادل ارزی قرار گرفت. علاوه بر این، آن قوانین مشوق ایجاد نظامی باز بودند که بر پایه آن کشورهای عضو بتوانند ارزهایشان را به یکدیگر تبدیل کنند تا تجارت آزادانه صورت گیرد. حاصل کار نظام ارزی «با نرخ میخکوب‌شده بود. اعضا باید مقدار معادلی از ارزهای ملی خود را بر حسب ارز اندوخته («میخ») تثبیت می‌کردند و نوسان نرخ ارز را در حد مثبت یا منفی ۱٪ («محدوده نوسان») از مقدار ارز ملی حفظ می‌کردند. تثبیت نوسانات از طریق مداخله در بازارهای ارز خارجی صورت می‌گرفت (یعنی خرید یا فروش پول خارجی).
از نظر تئوری، ارز اندوخته نقش بانکور را داشت (بانکور واحد ارز جهانی بود که هیچگاه به کار گرفته نشد) که جان مینارد کینز پیشنهاد داده بود؛ ولی آمریکا اعتراض کرد و درخواستش پذیرفته شد و «ارز اندوخته» همان دلار آمریکا شد. این بدین معنی بود که دیگر کشورها ارزشان را به دلار آمریکا پیوند می‌دادند (میخکوب می‌کردند) و برای اینکه نرخ نوسان بازار تبادل ارز به اندازه ۱٪ از ارز اندوخته بماند باید دلار خرید و فروش می‌کردند؛ لذا دلار همان نقشی را عهده‌دار شد که طلا در نظام مالی بین‌المللی استاندارد طلا برعهده داشت.
در همین حال آمریکا برای افزایش اعتماد به دلار پذیرفت که به‌طور جداگانه دلار را به طلا پیوند زند: هر اونس طلا ۳۵ دلار آمریکا. بر پایه این نرخ، دول خارجی و بانک‌های مرکزی آن‌ها می‌توانستند دلار را با طلا معاوضه کنند. برتون وودز نظام پرداخت مبتنی بر دلار ایجاد کرد که بر پایه آن همه ارزها بر حسب دلار تعریف می‌شدند و دلار خود به طلا قابل تبدیل بود و از همه مهم‌تر اینکه «به خوبی طلا» بود. اکنون دیگر عملاً ارز آمریکا تبدیل به ارز جهانی شده بود و دیگر ارزها باید بر حسب آن تثبیت می‌شدند. دلار آمریکا به عنوان ارز اصلی جهان در عمده تراکنش‌های بین‌المللی به کار گرفته می‌شود.
دلار آمریکا ارزی بود که بالاترین قدرت خرید را داشت و تنها ارزی بود که پشتوانه‌اش طلا بود. علاوه بر این، همه کشورهای اروپایی حاضر در جنگ دوم جهانی به شدت مقروض بودند و مقادیر زیادی طلا به آمریکا منتقل کردند که منجر به قدرت بیشتر آمریکا شد؛ لذا ارزش دلار آمریکا در جهان بالا رفت و تبدیل به ارز کلیدی نظام برتون وودز شد.
کشورهای عضو تنها با تأیید صندوق بین‌المللی پول می‌توانستند ارزش اسمی‌شان را بیش از ۱۰٪ تغییر دهد و این اجازه وابسته به این بود که صندوق بین‌المللی پول تشخیص دهد تراز پرداخت‌ها در وضعیت عدم تعادل اساسی است. تعریف رسمی عدم تعادل اساسی هیچگاه مشخص نشد، لذا تأیید صندوق بین‌المللی پول امری مشکوک قلمداد شد و بعضی کشورها به بارها به میزان کمتر از ۱۰٪ ارزش ارزی خود را کم کردند. هر کشوری که ارزش ارزی خود را بدون تأیید تغییر داد دیگر اجازه دسترسی به صندوق بین‌المللی پول را نداشت.

### روش‌های رسمی
نتیجه کنفرانس برتون وودز تأسیس صندوق بین‌المللی پول و بانک بین‌المللی بازسازی و توسعه (بانک جهانی) بود که هنوز در اقتصاد جهانی نیروهای قدرتمندی محسوب می‌شوند.
یکی از نکات مهم در آن کنفرانس پرهیز از تکرار شدن بازارهای بسته و جنگ اقتصادی بود که در دهه ۱۹۳۰ میلادی رخ داده بود؛ لذا اعضای حاضر در برتون وودز توافق کردند که انجمنی برای همکاری بین‌المللی در زمینه مسائل پولی تشکیل دهند. پیشتر در ۱۹۴۴، جان مینارد کینز اقتصاد دادن بریتانیایی گفته بود «روش‌های قاعده مند برای پایدار کردن انتظارات تجاری از اهمیت فراوان برخوردارند» و همین موضوع در نظام نرخ ثابت ارز برتون وودز لحاظ شده بود. مشکلات ارزی در دوره میان دو جنگ را ناشی از فقدان پروسه‌های مشخص برای مشورت و گفتگو در سطح بین‌المللی می‌دانستند.
در نتیجه توافق بر سر ساختارها و قواعد تعاملات اقتصادی بین‌المللی، کشمکش در مسائل اقتصادی به حداقل رسید و این مشکل کم‌کم از روابط اقتصادی بین‌المللی رخت بربست.

#### صندوق بین‌المللی پول
این صندوق که به‌طور رسمی در ۲۷ دسامبر ۱۹۴۵ یعنی زمانی که ۲۹ کشور شرکت‌کننده در کنفرانس برتون وودز موافقت نامه را امضا کردند تأسیس شد قرار شد وظیفه نظارت بر رعایت مقررات را بر عهده داشته باشد و ابزار اصلی مدیریت بین‌المللی باشد. صندوق کار مالی خود را در نخست ماه مارس ۱۹۴۷ شروع کرد.
برای تغییر در نرخ ارز به میزان بیش از ۱۰٪ تأیید صندوق بین‌المللی پول نیاز بود. صندوق به کشورها توصیه می‌کرد سیاست‌هایی اتخاذ کنند که بر نظام پولی اثر می‌گذاشت و اجازه می‌داد ارزهای ذخیره به کشورهایی قرض داده شود که دچار بدهی بودند.

##### طراحی
مسئله اصلی کنفرانس برتون وودز در خصوص نهاد صندوق بین‌المللی پول دسترسی به نقدینگی بین‌المللی بود و اینکه آیا این منبع باید شبیه به بانک مرکزی جهانی باشد و ذخایر تازه را بنا به میل خود ایجاد کند یا دارای مکانیزم قرض‌دهی محدودتری باشد.
گرچه ۴۴ کشور در کنفرانس شرکت داشتند، اختلاف اصلی مربوط به برنامه‌های رقیبی بود که آمریکا و بریتانیا پیشنهاد می‌کردند. هری دکستر وایت به عنوان اقتصاددان برجسته بین‌المللی خزانه‌داری آمریکا، برنامه آمریکا در خصوص دسترسی به منابع نقدی را تهیه کرده بود. رقیب این برنامه به کینز (نماینده خزانه‌داری بریتانیا) تعلق داشت. تفاوت کلی این دو برنامه در این بود که در طرح وایت مشوق‌هایی در نظر گرفته شده بود تا قیمت‌ها در اقتصادهای جهانی ثابت بمانند ولی کینز می‌خواست نظام به گونه‌ای باشد که اقتصادها تشویق به رشد شوند. «توافق جمعی یک کار بین‌المللی بسیار عظیم بود» که مدت دو سال پیش از برگزاری کنفرانس شروع شده بود:جلسات دو جانبه و چند جانبه زیادی برگزار شده بود تا برای تعیین سیاست‌های نظام برتون وودز به نقاط اشتراکی دست یافته شود.
در آن زمان تفاوت میان برنامه‌های وایت و کینز خیلی زیاد به نظر می‌رسید. وایت صندوقی می‌خواست تأسیس کند که به‌طور خودکار، جلوی جریان‌های ناپایدارکننده سرمایه‌های مالی را بگیرد. وی می‌گفت باید یک مؤسسه پولی نو به نام «صندوق تحقق پایداری» تشکیل شود که «سرمایه‌اش مقدار مشخصی از ارزهای بین‌المللی و طلا باشد… و تولیدِ اعتبار اندوخته (اعتبار بانکی) را محدود کند». از سوی دیگر، کینز می‌خواست آمریکا انگیزه داشته باشد تا به بریتانیا و دیگر کشورهای آسیب دیده از جنگ دوم جهانی کمک کند.
اندیشه نهانی کینز این بود که بهتر است پادشاهی بریتانیا پیشروی جهان باشد و آن را اداره کند؛ ولی وایت با بر پایه کارگر جهان همدلی داشت و می‌خواست این بر پایه از دست بریتانیا رهایی یابد. کینز در سخنرانی‌اش که در پایان جلسه عمومی کنفرانس برتون وودز در ۲۲ ژوئیه ۱۹۴۴ ایراد شد بر دشواریِ ابداع نظامی که همه کشورها بتوانند آن را بپذیرند تأکید کرد و گفت:
«آقای رئیس، ما نمایندگان این کنفرانس کوشیده‌ایم به کاری دست زنیم که انجامش بسیار دشوار است… کار ما این است که معیاری مشترک، استانداردی مشترک، قانونی مشترک بیابیم که برای همه قابل پذیرش باشد و کسی را آزار ندهد».
بر پایه پیشنهاد کینز باید یک ارز ذخیره جهانی ایجاد می‌شد (که وی آن را «بانکور» نامیده بود) و مدیریتش تحت نظر یک بانک مرکزی می‌بود و امکان تولید پول و قدرت انجام کارهایی در مقیاس‌های خیلی بزرگتر را می‌داشت.

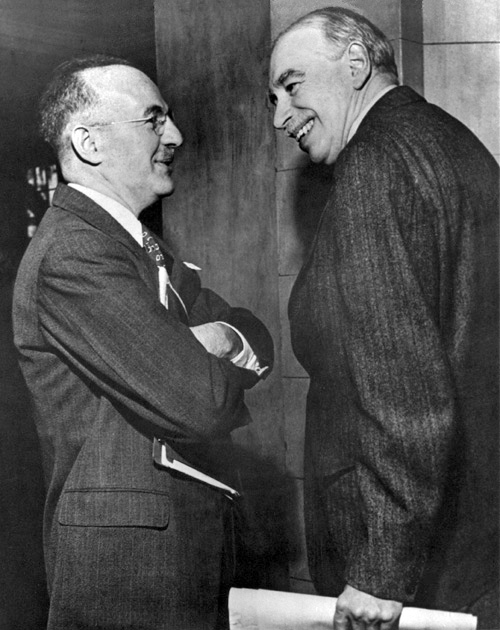
هری دکستر وایت (چپ) به همراه جان مینارد کینز در کنفرانس برتون وودز در نشست سران صندوق بین‌المللی پول در ساوانا، جورجیا در ۸ مارس ۱۹۴۶

کینز برای تعادل بخشیدن به ناترازی‌ها پیشنهاد کرده بود که بدهکار و طلبکار هر دو سیاست‌هایشان را تغییر دهند. به گفته کینز، کشورهایی که مازاد پرداخت دارند باید واردات خود از کشورهایی را که کسری دارند افزایش دهند، در کشورهای بدهکار کارخانه بسازند یا بدهی را بر کشور بدهکار ببخشند تا بدین طریق تعادل تجاری برقرار شود. کینز می‌اندیشید که تحمیل فشار زیاد به کشوری که کسری بودجه دارد منجر به وضعیت انقباض اقتصادی می‌شود.

##### اشتراک و سهمیه
اما آمریکا که محتمل بود همان کشور طلبکار باشد و مشتاق بود نقش مرکز قدرت اقتصاد جهانی را بازی کند از برنامه وایت استفاده کرد ولی بسیاری از دغدغه‌های کینز را هم مد نظر داشت. به عقیده وایت تنها وقتی که ناترازی ناشی از سوداگری ارزی باشد مداخله جهانی ضرورت دارد. گرچه در کنفرانس برتون وودز خصوص بعضی نکات سازش‌هایی صورت گرفت، به دلیل قدرت نظامی و اقتصادی آمریکا، مشارکت کنندگان در آن کنفرانس عمدتاً با برنامه وایت موافقت کردند.
حاصل کار، بازتاب‌دهنده خواسته‌های آمریکا بود: یک نظام پذیره‌نویسی و سهمیه در صندوق بین‌المللی پول تعبیه شد که صندوقی از ارزهای بین‌المللی و طلا بود که کشورها در آن پذیره‌نویسی می‌کردند – در مقابل پیشنهاد یک بانک مرکزی جهانی که توانایی تولید پول داشت [پیشنهاد کینز که اجرا نشد]. صندوق بین‌المللی پول مسئول بود تا کسری‌های تجاری کشورها را مدیریت کند و نگذارد آن‌ها ارزش پول خود را کم کنند تا وارداتشان کاهش یابد.
صندوق بین‌المللی پول دارای مقداری سرمایه است که اعضا به شکل طلا یا بر حسب ارزهای خود به آن سپرده‌اند. مجموع سرمایه اولیه ۸٫۸ میلیارد دلار ارزش داشت. وقتی اعضا به صندوق بین‌المللی پول می‌پیوندند «سهمیه‌هایی» بدان‌ها تعلق می‌گیرد که نشانگر قدرت اقتصادی آنهاست و باید مبالغی به ارزشی مساوی با این سهمیه‌ها بپردازند. ۲۵٪ از مبالغ پرداختی باید به شکل طلا یا ارز قابل تبدیل به طلا باشد (عملاً یعنی همان دلار که تنها ارزی بود که هنوز قابلیت تبدیل به طلا را داشت) و ۷۵٪ از آن مبلغ باید به شکل ارز آن کشور باشد. این سهمیه‌ها برای شکل‌گیری بزرگ‌ترین منبع مالی صندوق بین‌المللی پول است. صندوق از این پول برای وام دادن به کشورهای عضوی که دارای مشکلات مالی هستند استفاده می‌کند. هر عضو می‌تواند در صورت وقوع مشکلات مالی فوراً ۲۵٪ از سهمیه خود را بیرون بکشد. اگر این مبلغ کافی نباشد آنگاه هر کشور می‌تواند درخواست وام ارز خارجی بدهد.
کسری‌های تجاری
در صورت وقوع کسری در حساب‌های جاری، اعضای صندوق در زمانی که ذخایر کم باشد می‌توانند متناسب با رقم سهمیه‌ای که در صندوق دارند ارز خارجی وام بگیرند. به بیان دیگر، هر چقدر مشارکت کشوری در صندوق بیشتر باشد، پولی که می‌تواند از صندوق بین‌المللی پول قرض بگیرد بیشتر می‌شود.
اعضا باید بدهی خود را بین ۱۸ ماه تا ۵ سال پرداخت کنند. در عوض، صندوق بین‌المللی پول مقرراتی دارد که مانع از این می‌شود که کشوری سال به سال بدهی ¬اش بیشتر شود. در عوض وام‌هایی که صندوق برای تقویت ارزهای ملی ارائه می‌کند، می‌تواند از طرف خزانه‌داری آمریکا بر اقتصاد سایر کشورها «نظارت» کند،
وام‌های صندوق بین‌المللی پول قابل مقایسه با وام‌های موسسات اعتباری معمولی نیستند. در واقع این وام‌ها امکان خرید ارز خارجی با طلا یا با ارز ملی را ارائه می‌کنند. برنامه آمریکا برای صندوق بین‌المللی پول به دنبال این بود که محدودیت‌های ارائه خدمات و کالا از کشوری به کشور دیگر را بردارد، به داستان بلوک‌های ارزی پایان دهد و دخالت در تبادل ارز را لغو کند.
صندوق بین‌المللی پول بدین منظور طراحی شد تا به کشورهایی که تراز منفی دارند وام پرداخت کند. وام‌های صندوق بین‌المللی پول می‌توانند مشکلات کوتاه مدت مالی را جبران کنند که این به سود ثابت ماندن نرخ تبادل ارز است. در واقع این بدین معنی است که کشور عضو مجبور نیست برای کاهش واردات خود رکود اقتصادی القا کند تا درآمد ملی‌اش کم شود و واردات نیز کم شوند؛ لذا کشورها نیز لازم نبود به راه حل کلاسیکِ انقباض و بیکاری رو آورند تا تراز منفی خود را جبران کنند. پیش از جنگ جهانی دوم، ممالک اروپایی و به ویژه بریتانیا اغلب بدین روش متوسل می‌شدند.

##### ارزش اسمی (اولیه)
صندوق بین‌المللی پول به دنبال این بود که بر پایه یک توافق بین‌المللی، نوسان‌های تبادل ارز را تنظیم کند (یعنی ارزش اسمی اعضا را تغییر دهد). کشورهای عضو مجاز بودند تا نرخ تبادل ارز را به میزان ۱٪ تنظیم کنند. در این شرایط، صادرات زیاد و واردات کم می‌شد و دوباره وضع به تعادل اقتصادی بازمی‌گشت. کاهش در ارزش پول کشور را تنزل ارزش می‌نامیدند و افزایش در ارزش پول یک کشور، ارتقای ارزش نام داشت.
تصور می‌شد که چنین تغییراتی در نرخ تبادل ارزی خیلی کم رخ بدهد؛ ولی مفهوم «عدم تعادل اساسی» که در اجرایی کردن نظام ارزش اسمی بسیار مهم بود هیچگاه به دقت تعریف نشد.

##### عملیات
تا پیش از آن زمان هرگز همکاری پولی بین‌المللی به کمک یک سازمان دائمی انجام نگرفته بود. از این جالب‌تر آن بود که تصمیم گرفتند به کشورها حق رای بدهند، آن هم نه به صورت هر کشور یک رای، بلکه متناسب با سهمیه هر کشور، آن کشور حق رای دارد. از آنجا که آمریکا بیشترین سهمیه را داشت عملاً رهبری را به دست گرفت. بر پایه نظام رای وزنی، آمریکا کاملاً بر صندوق بین‌المللی پول مسلط شد. از همان آغاز یک سوم همه پول صندوق را خودش پرداخت کرد که به تنهایی برای وتو کردن همه تغییراتی که برای منشور صندوق بین‌المللی پول ممکن بود پیشنهاد بشود کافی بود.
علاوه بر این، ستاد صندوق بین‌المللی پول در واشینگتن دی سی بود و عمده کارکنانش اقتصاددانان آمریکایی بودند. اعضای صندوق بین‌المللی پول به‌طور مرتب با اعضای خزانه‌داری آمریکا مبادله می‌شدند. وقتی صندوق بین‌المللی پول در سال ۱۹۴۶ شروع به کار کرد، رئیس‌جمهوری وقت آمریکا هری ترومن، وایت را به مقام نخستین مدیر عامل آمریکایی صندوق بین‌المللی پول منصوب کرد. از آنجا که در آن زمان پست معاونت مدیر عامل وجود نداشت وایت گاهی در مقام اجرای کارهای مدیریتی دست به اقداماتی می‌زد. به‌طور کلی وایت در سال نخست صندوق بین‌المللی پول نقش بسیار مؤثری داشت.

#### بانک بین‌المللی بازسازی و توسعه
در این توافق‌نامه هیچ تمهیدی برای ایجاد ذخایر بیشتر در نظر گرفته نشده بود زیرا میزان تولیدات تازه طلا را کافی می‌پنداشتند. اگر عدم تعادل ساختاری اتفاق می‌افتاد انتظار می‌رفت که با راه حل‌های ملی بر طرف شود مثلاً ارزشِ ارز کشور تنظیم شود یا به طرق دیگری وضعیت رقابتی کشور بهبود یابد. با این حال ابزارهای صندوق بین‌المللی پول برای تشویق کشورها به رعایت راه حل‌های بین‌المللی محدود بود.
در سال ۱۹۴۴ به این نتیجه رسیدند که نظام نو نمی‌تواند پس از بازگشت به وضعیت عادیِ بعد از جنگ دوم جهانی، به خوبی جوابگو باشد. انتظار می‌رفت پس از یک دوره کوتاه‌گذار که بیش از ۵ سال طول نکشد، اقتصاد جهانی بهبود یابد و وارد چرخه فعالیت شود.
برنامه ریزان برتون وودز برای بهبود رشد تجارت جهانی و کمک مالی به بازسازی اروپا پس از جنگ، یک مؤسسه دیگر ایجاد کردند که بانک بین‌المللی بازسازی و توسعه نام داشت که هم‌اکنون یکی از ۵ سازمانی است که گروه بانک جهانی را تشکیل می‌دهند و شاید هم اینک مهم‌ترین عضو این گروه باشد. بانک بین‌المللی بازسازی و توسعه دارای سرمایه قانونی ده میلیارد دلار بود و قرار بود وام‌هایی به شکل خصوصی ارائه کند و برای جمع‌آوری پول نیز اوراق بهادار صادر کند تا بازسازی پس از جنگ با سرعت بیشتری رخ دهد. بعداً بانک بین‌المللی بازسازی و توسعه تبدیل به آژانس تخصصی سازمان ملل متحد شد و مسئولیت ارائه وام با هدف توسعه اقتصادی بر عهده آن نهاد گذاشته شد.

## تعدیل تنظیمات

### کمبود دلار و طرح مارشال
توافقات برتون وودز به‌طور عمده از سوی کشورهای شرکت‌کننده تصویب و رعایت شد. انتظار می‌رفت ذخایر پولی ملی به همراه اعتبارات ضروری که صندوق بین‌المللی پول پرداخت می‌کند بتواند برای تصحیح ناترازی‌ها کافی باشد؛ ولی مشخص شد این چیزها برای خارج کردن اروپا از مخمصه کافی نیست.
سرمایه‌داری پس از جنگ از کمبود شدید دلار رنج می‌برد. آمریکا مازاد تراز تجاری زیادی داشت و ذخایر این کشور زیاد و همواره رو به رشد بود. پس باید این جریان برعکس می‌شد. حتی اگر همه کشورها می‌خواستند از صادرات آمریکا بهره‌مند شوند دلار باید از آمریکا خارج می‌شد و برای مصارف بین‌المللی در دسترس قرار می‌گرفت. به بیان دیگر، آمریکا باید ناترازی‌ها در ثروت جهانی را معکوس می‌کرد. برای اینکار آمریکا باید دچار کسری می‌شد. راه حل این بود که ذخایر آمریکا به دیگر کشورها منتقل شود تا در حساب مالی آمریکا کسری پدید آید. بدین منظور، آمریکا می‌توانست از دیگر کشورها کالا وارد کند، در خاکشان کارخانه بسازد یا طلب‌هایش را به آن‌ها ببخشد.
به یاد داشته باشید که سرمایه‌گذاری سوداگرانه در توافقنامه برتون وودز مذموم بود. در دهه ۱۹۵۰ (میلادی) واردات از سایر کشورها چندان جذاب نبود زیرا فناوری آمریکا در آن زمان از همه جلوتر بود؛ لذا آمریکا دست به کمک‌های بین‌المللی و جهانی زد.
تسهیلات اعتباری اندکی که صندوق بین‌المللی پول ارائه می‌کرد اصلاً کفاف کسری زیاد اروپای غربی را نمی‌داد. این وضع وقتی بدتر شد که هیئت رؤسای صندوق بین‌المللی پول، قوانین برتون وودز را مبنی بر اینکه وام صندوق بین‌المللی پول تنها می‌تواند به کسری‌های جاری تعلق گیرد و نه به منظور سرمایه‌گذاری و بازسازی، تأیید کرد. تنها وام واقعی در دسترس بانک بین‌المللی بازسازی و توسعه مبلغ ۵۷۰ میلیون دلاری بود که دولت آمریکا به آن بانک داده بود. علاوه بر این، چون تنها بازار در دسترس برای اوراق بهادار بانک بین‌المللی بازسازی و توسعه بازار بانکداری محافظه کار وال استریت بود بانک بین‌المللی بازسازی و توسعه مجبور شد سیاست وام دهی محافظه کارانه در پیش بگیرد و تنها وقتی وام دهد که بازپرداخت تضمین می‌شد. با توجه به این مشکلات، در ۱۹۴۷ صندوق بین‌المللی پول و بانک بین‌المللی بازسازی و توسعه اعلام کردند نمی‌توانند مشکلات اقتصادی نظام پولی بین‌المللی را حل کنند.
بدین منظور، آمریکا برنامه بازسازی اروپا (طرح مارشال) را به اجرا گذاشت تا کمک‌های مالی و اقتصادی هنگفتی به بازسازی اروپا بکند. این کمک‌ها به شکل بخشش بودند و نه به شکل وام. این کمک‌ها شامل کشورهایی که به بلوک شوروی تعلق داشتند (مانند لهستان) نیز می‌شد. جرج مارشال وزیر امور خارجه آمریکا در سخنرانیش به تاریخ ۵ ژوئن ۱۹۴۷ در دانشگاه هاروارد گفت:
«ساختار تجاری اروپا طی جنگ به‌طور کامل فروپاشید… اروپا طی سه یا چهار سال آینده به غذا و محصولات خارجی اساسی نیاز دارد… که عمدتاً باید از سوی آمریکا تأمین شود… آنچه ما ارائه می‌کنیم خیلی بیشتر از توانایی اروپا در بازپرداخت است، باید به اروپا کمک بزرگی شود وگرنه به شدت از دید اقتصادی، اجتماعی و سیاسی تضعیف خواهد شد».
از ۱۹۴۷ تا ۱۹۵۸ آمریکا عمداً خروج دلار را تشویق کرد و از ۱۹۵۰ به بعد تراز آمریکا منفی شد بدین منظور که پول نقد برای اقتصاد بین‌الملل در دسترس باشد. دلار از طریق انواع برنامه‌های مساعدتی آمریکا از کشور خارج شد: «دکترین ترومن» شامل کمک به کشورهای یونان و ترکیه می‌شد که با انقلاب‌های کمونیستی مقابله می‌کردند. علاوه بر آن به بسیاری از کشورهای جهان سوم نیز کمک مالی می‌شد. از همه مهم‌تر طرح مارشال بود. در سال‌های ۱۹۴۸ تا ۱۹۵۴ آمریکا ۱۷ میلیارد دلار به کشورهای اروپای غربی کمک کرد.
آمریکا برای اینکه در درازمدت وضع را تنظیم کند رقابت تجاری میان اروپا و ژاپن را افزایش داد. سیاست‌هایی که برای مهار اقتصاد کشورهای شکست خورده متحدین بود برداشته شد. به اروپا و ژاپن کمک مالی تعلق گرفت تا تولید و ظرفیت صادرات خود را افزایش دهند. در درازمدت انتظار می‌رفت بهبود وضعیت اروپا و ژاپن به سود آمریکا باشد چرا که بازارهای صادرات آمریکا را گسترش می‌دادند و فضاهای تازه‌ای برای افزایش سرمایه آمریکا خلق می‌کردند. بانک جهانی در ۱۹۵۶ «مؤسسه مالی بین‌المللی» و در ۱۹۶۰ «انجمن توسعه بین‌الملل» را ایجاد کرد که هر دو مناقشه‌برانگیز بودند. منتقدین انجمن توسعه بین‌الملل می‌گویند هدف از این طرح تشکیل یک نظام وسیع‌تر زیر نظر ملل متحد است و پولی که انجمن توسعه بین‌الملل وام می‌دهد بدون در نظر گرفتن بازدهی برنامه تعلق می‌گیرد. منتقدین همچنین می‌گویند فشار برای «باز» نگه داشتن کشورهای در حال توسعه باعث شده است تا نتوانند به خوبی از کانال‌های عادی جذب سرمایه کنند و چرخه تکراری‌ای پدید آمده است که در آن خارجی‌ها کالاها را می‌خرند و داخلی‌ها سرمایه را از کشور خارج می‌کنند.
مدافعین انجمن توسعه بین‌الملل می‌گویند این انجمن می‌تواند وام‌های زیادی به برنامه‌های کشاورزی بدهد. این وام‌ها به «انقلاب سبز» دهه ۱۹۶۰ (میلادی) کمک کردند و علاوه بر آن به سود تثبیت دولت‌های جهان سوم به ویژه آمریکای لاتین هم بودند.
با این حساب، برتون وودز نظام تجاری مثلثی ایجاد کرد: آمریکا از نظام مالی قابل تبدیل برای تجارت‌های کلان با کشورهای در حال توسعه استفاده می‌کرد و بدین طریق صنایع خود را توسعه می‌داد و مواد خام نو بدست می‌آورد. مازاد این سرمایه را به شکل دلار به اروپا می‌فرستاد تا برای بازسازی اقتصادش استفاده شود و آمریکا بازار محصولات آن‌ها بشود. در نتیجه، دیگر کشورهای صنعتی می‌توانستند از کشورهای جهان سوم کالا وارد کنند و همین منجر به تقویت نقش آمریکا به عنوان ضامن پایداری اقتصادی در سطح جهان می‌شد. وقتی این مثلث ناپایدار شد، نظام برتون وودز وارد دوره بحران شد و ن‌هایتاً فروپاشید.

### جنگ سرد
در ۱۹۴۵، روزولت و چرچیل در یالتا با ژوزف استالین به گفتگو نشستند تا خود را برای وضعیت پس از جنگ مهیا کنند. همان سال آلمان به چهار منطقه اشغالی تقسیم شد (شوروی، آمریکا، بریتانیا و فرانسه).
روزولت و مورگنتو می‌گفتند چهار کشور بزرگ (آمریکا، بریتانیا، شوروی و چین) گرچه در ۱۹۴۴ در کنفرانس برتون وودز شرکت کردند ولی چون شوروی به صندوق بین‌المللی پول نپیوست آنها هدف خود نرسیدند. در خصوص اینکه چرا شوروی مفاد قرارداد دسامبر ۱۹۴۵ را نپذیرفت حدس و گمان‌هایی وجود داشت؛ ولی پس از افشای بایگانی شوروی مشخص شد که محاسبات شوروی بر پایه رفتار کشورهایی بود که توافقنامه برتون وودز را تهیه کرده بودند. مناقشات طولانی که در آمریکا و بریتانیا در خصوص تصویب این نظام وجود داشت مسکو را قانع کرده بود که پس از جنگ این اتحاد از هم فرو خواهد پاشید. پس از جنگ، شوروی نیز به مانند آمریکا قدرتش زیاد شده بود و حتی قلمرو منطقه‌ای قدرت خود را افزایش داده بود. آمریکا در برابر این شوروی نقش رهبر اردوگاه سرمایه‌داری را بر عهده داشت. قدرت آمریکا در فضای پس از جنگ در عرصه‌های صنعتی، پولی و نظامی ریشه در این داشت که طی جنگ، در دوره ناپایداری پس از جنگ که در اروپا پیش آمد و نیز در مقایسه با آسیب‌هایی که اقتصاد شوروی و اروپا از جنگ دید، سرزمین اصلی آمریکا دست نخورده باقی مانده بود.
آمریکا به رغم تلاش‌های اقتصادی‌ای که ملازم با رهبری اقتصاد جهانی بود و به علت اینکه در مرکز بازار بین‌المللی قرار گرفت توانست اهداف سیاست خارجی خود را محقق کند. مازاد تجاری باعث می‌شد آمریکا راحت‌تر بتواند ارتش را فراسوی مرزها ببرند. چون دیگر کشورها نمی‌توانستند نیروهای خود را در خارج از کشور حفظ و تأمین کنند این آمریکا بود که قدرت داشت در خصوص بحران‌های جهانی تصمیم بگیرد و هر گونه بخواهد دخالت کند. دلار کماکان نقش قطب‌نمای سلامت اقتصاد جهانی را بر عهده داشت و صادرات به آمریکا تبدیل به هدف اصلی کشورهای در حال توسعه یا در حال توسعه دوباره بود. به این وضعیت صلح آمریکایی گفته می‌شد که مانند صلح بریتانیایی در اواخر سده ۱۹ میلادی و صلح رومی بود. (رجوع کنید به جهانی‌شدن)

## کارکردهای اخیر

### بحران تراز پرداختی آمریکا
پس از جنگ جهان دوم، آمریکا ۲۶ میلیارد دلار ذخیره طلا داشت و حدس زده می‌شد که کل ذخایر ۴۰ میلیارد دلار باشد (یعنی ۶۵٪ از کل). در کنار افزایش سریع تجارت جهانی در دهه ۱۹۵۰ میلادی، مقدار طلا تنها چند درصد افزایش یافت. در ۱۹۵۰، تراز پرداختی آمریکا منفی شد. نخستین واکنش به این بحران اواخر دهه ۱۹۵۰ میلادی انجام شد. در آن زمان دوایت آیزنهاور برای واردات نفت سهمیه تعیین کرد و محدودیت‌های دیگری نیز بر خروجی‌های تجارت اِعمال کرد. اقدامات جدی‌تری پیشنهاد می‌شد ولی عملی نمی‌شد. با این حال، وقتی رکود در ۱۹۵۸ آغاز شد این واکنش‌ها به تنهایی کافی نبود. در ۱۹۶۰ و پس از انتخاب جان اف. کندی، آمریکا به مدت یک دهه کوشید تا نظام برتون وودز را در سطح همان قیمت اولیه ۳۵ دلار به ازای هر اونس نگاه دارد.
طراحی نظام برتون وودز به گونه‌ای بود که کشورها تنها می‌توانستند طلا را به ارز اصلی یعنی دلار آمریکا تبدیل کنند. از کشورها خواسته نمی‌شد که این تبدیل را حتماً انجام دهند بلکه فقط این تبدیل مجاز دانسته می‌شد. کشورها می‌توانستند دلارشان را به طلا تبدیل نکنند و همان دلار را نگاه دارند. با همه اینها، هنوز بازار باز طلا وجود داشت. برای اینکه نظام برتون وودز به خوبی جواب بدهد باید یا دیگر دلار به طلا وابسته نباشد یا اینکه قیمت بازار آزاد طلا در حد رقم رسمی ۳۵ دلار به ازای هر اونس حفظ شود. هر چه فاصله قیمت طلا در بازار آزاد و قیمت طلای بانک‌های مرکزی بیشتر باشد کشورها بیشتر ترغیب می‌شوند که بر پایه نظام برتون وودز طلا بخرند و آن را در بازار آزاد بفروشند.
در ۱۹۶۰ رابرت تریفین، اقتصاددان بلژیکی-آمریکایی، دریافت که نگهداری دلار از طلا سودمندتر است؛ زیرا اگر تراز آمریکا پیوسته منفی باشد نظام شناور می‌ماند و رشد اقتصادی تقویت می‌شود. آنچه که بعداً به «دو راهی تریفین» مشهور شد این بود که تریفین فهمید اگر کسر تجاری آمریکا از بین برود گردش مالی نظام از بین می‌رود و رشد اقتصادی جهانی متوقف می‌شود. همزمان پذیرش این کسر تجاری به این معنی بود که اعتماد به دلار به عنوان ارز ذخیره کاهش می‌یافت. نخستین تلاش در این زمینه، ایجاد «مخزن طلای لندن» به تاریخ ۱ نوامبر ۱۹۶۱ بود که با مشارکت ۸ کشور انجام می‌گرفت. نظریه تشکیل مخزن این بود که نوسانات بازار آزاد طلا را می‌توان با در اختیار داشتن منبعی از طلا و فروش آن به بازار کنترل کرد و سپس وقتی ارزش طلا پایین بیاید می‌توان طلای فروخته شده را بازخرید.
قیمت طلا در واکنش به رویدادهایی مانند بحران موشکی کوبا و دیگر اتفاقات کوچکتر آن زمان بالا رفت و به ۴۰ دلار به ازای هر اونس رسید. دولت کندی تصمیم گرفت نظام مالیاتی را تغییر دهد تا ظرفیت تولید بیشتر شود و صادرات افزایش یابد. حاصل کار برنامه کاهش مالیاتی ۱۹۶۳ بود و هدف ن‌هایی برنامه حفظ ارزش طلا به قیمت ۳۵ دلار بود.
در ۱۹۶۷ ارزش پوند کم شد و در ناحیه استرلینگ، تقاضا برای خرید طلا افزایش یافت طوری‌که در ۱۸ نوامبر ۱۹۶۷ دولت بریتانیا مجبور به کاهش ارزش پوند شد. رئیس‌جمهور وقت آمریکا لیندون بی. جانسون با انتخاب دشواری مواجه بود، یا باید اقدامات حمایتی (حمایت از اقتصاد داخلی در برابر تغییرات جهانی) را پیش می‌گرفت از جمله اِعمال مالیات سفر، پرداخت یارانه برای صادرات و کاهش بودجه، یا ریسک افزایش تقاضا برای طلا و دلار را می‌پذیرفت. از نظر جانسون «منابع طلای جهانی به منظور حفظ نظام کنونی کافی نیست به ویژه اینکه دلار به عنوان ارز ذخیره نقشی اساسی در ایجاد گردش مالی بین‌المللی و حفظ و رشد تجارت جهانی دارد».
وی معتقد بود توجه به اولویت‌های آمریکا اهمیت دارد و گرچه تنش‌هایی در بانک «وسترن آلیانس» وجود داشت و معتقد بودند که روگردانی از اقتصاد آزاد هزینه اقتصادی و سیاسی بیشتری خواهد داشت، وی معتقد بود «نقش ما به عنوان رهبر سیاسی و نظامی جهان دلیل اصلی وضع دشوار اقتصادی‌مان است. از سوی دیگر، تصحیح مشکلات اقتصادی در نظام پولی فعلی وضع اقتصادی متحدین ما را دشوار خواهد کرد».
گرچه آلمان پذیرفته بود که از آمریکا طلا نخرد و در عوض دلار ذخیره کند، فشار به دلار و پوند استرلینگ افزایش یافت. در ژانویه ۱۹۶۸ جانسون یک سری اقدامات را به اجرا گذاشت که هدفشان پایان دادن به خروج طلا و افزایش صادرات آمریکا بود؛ ولی این کار موفق نبود و در میانه ماه مارس ۱۹۶۸ تقاضا برای طلا در بازار آزاد لندن به شدت افزایش یافت. به در خواست آمریکا «مخزن طلای لندن» به کار خود پایان داد. باز هم به تقاضای آمریکا، بازار طلای لندن به‌طور کامل تعطیل شد تا زمانی که یک سری جلسات برگزار شود و در خصوص نجات یا اصلاح نظام فعلی تصمیم‌گیری شود؛ ولی تا زمانی که آمریکا متعهد به حفظ نیروهای خارجی‌اش به ویژه در اروپای غربی بود کار چندانی برای حفظ ارزش اصلاً قابل انجام نبود.
در نوامبر ۱۹۶۸ همه تلاش‌ها برای حفظ ارزش طلا با شکست روبرو شد و سپس یک برنامه تازه برای تبدیل نظام برتون وودز به یک مکانیزم شناور پیشنهاد شد. این نظام یا باید بر پایه سیاست «پول بدون پشتوانه» بر پا می‌شد یا اینکه برای حساب‌های خارجی محدودیت ایجاد می‌کرد. بازارهای خصوصی تجارت بین‌المللی طلا گسترش یافتند و قیمت طلا در این بازارها بسیار بیشتر از قیمت طلای رسمی شد. دلایل گسترش این بازارها بدین قرار بودند: مخزن طلای لندن با شکست مواجه شد و اعضای مخزن از فروش طلا به بخش خصوصی سر باز زدند (در ۱۸ مارس ۱۹۶۸ کنگره ایالات متحده آمریکا قانونِ الزام ۲۵٪ حمایت از دلار با طلا را لغو کرد) و دیگر اینکه آمریکا تصمیم گرفت به کشورهایی که در بازارهای خصوصی تجارت می‌کنند طلا نفروشد. ذخایر طلای آمریکا باز هم کاهش یافت به ویژه به دلیل اقدامات بعضی کشورها از جمله فرانسه در راستای افزایش ذخایر طلا.

### تغییرات ساختاری

#### بازگشت به قابلیت تبدیل دلار و طلا
در دهه‌های ۱۹۶۰ و ۷۰ میلادی تغییرات ساختاری مهمی رخ داد که در ن‌هایت منجر به فروپاشی مدیریت پولی بین‌المللی شد. یکی از این تغییرات این بود که وابستگی پولی میان کشورها به شدت افزایش یافته بود. وقتی در پایان ۱۹۵۸ ارزهای اروپای غربی و در ۱۹۶۴ ین ژاپن قابلیت تبدیل خود را بازیافتند وضعیت برای وابستگی پولی کشورها به همدیگر آماده شد. قابلیت تبدیل ارزها به یکدیگر منجر به آسان‌سازی تراکنش‌های مالی می‌شد و همین وابستگی پولی را تقویت می‌کرد.

#### رشد بازارهای ارز بین‌المللی
یکی دیگر از جنبه‌های بین‌المللی شدن بانکداری، پیدایش کنسرسیوم بانکداری بود. از سال ۱۹۶۴ به بعد، بانک‌های گوناگون سندیکاهای بین‌المللی تشکیل داده بودند و تا ۱۹۷۱ بیش از سه چهارم بزرگ‌ترین بانک‌های جهان در این سندیکاها سهامدار بودند. بانک‌های بین‌المللی می‌توانند هم برای سرمایه‌گذاری و هم برای تسطیح نوسانات ارزی مقادیر زیادی پول را جابجا کنند.
این ویژگی‌های نو، وابستگی پولی به یکدیگر باعث شد مشکلات عظیمی در بحث سرمایه رخ دهد. در دوره برتون وودز، حتی اگر عدم تعادل ساختاری رخ می‌داد کشورها تمایلی نداشتند که به‌طور رسمی نرخ تبادل ارز را تغییر دهند. از آنجا که این تغییرات اثر مستقیمی بر بعضی از گروه‌های اقتصادی داخلی می‌داشتند، رهبران سیاسی این دگرگونی‌ها را دارای ریسک سیاسی می‌دانستند. در نتیجه، نرخ تبادل ارز رسمی از دیدگاه بازار غیرواقعی بود و سوداگران عملاً با یک فضای بدون ریسک مواجه بودند. آن‌ها می‌توانستند پول خود را از یک ارز ضعیف به یک ارز قوی منتقل کنند و امیدوار باشند که وقتی ارزش پولی افزایش یافت سود کنند؛ ولی اگر مقامات پولی می‌توانستند جلوی افزایش ارزش پول را بگیرند این سوداگران هم بدون اینکه ضرری کرده باشند پول خود را به ارزهای قبلی بازمی‌گرداندند. ترکیب سوداگری بدون ریسک و در دسترس بودن مقادیر هنگفتی از سرمایه منجر به ناپایداری می‌شد.

### افول

#### تأثیر پولی آمریکا
دومین تغییر ساختاری که مدیریت پولی را تضعیف کرد افول سلطه آمریکا بود. آمریکا پس از گذشت دو دهه که اقتصاد مسلط بود، دیگر جایگاه خود را از دست داده بود. در میانه دهه ۱۹۶۰ میلادی، کمیته اقتصادی اروپا (EEC) و ژاپن نیز تبدیل به قدرت‌های بین‌المللی اقتصادی شده بودند. اروپا و ژاپن ذخایر داشتند که در مجموع بیشتر از آمریکا بود، سطح رشد و تجارتشان نیز از آمریکا بیشتر بود و درآمد سرانه آن‌ها نیز به آمریکا نزدیک می‌شد لذا فاصله میان آن‌ها و آمریکا رو به کاهش بود.
حرکت به سمت توزیع بیشتر قدرت اقتصادی منجر به افزایش نارضایتی از نقش تبعیض‌آمیز دلار آمریکا به عنوان ارز بین‌المللی شد. آمریکا که در عمل بانکدار اصلی جهان بود به واسطه کسر تجاری خود میزان گردش نقدی بین‌المللی را تعیین می‌کرد. در جهانی که وابستگی کشورها به یکدیگر روز به روز در حال افزایش بود، سیاست‌های اقتصادی آمریکا تأثیر شگرفی بر شرایط اقتصادی اروپا و ژاپن می‌گذاشت. علاوه بر این، تا زمانی که دیگر کشورها مشتاق به حفظ دلار بودند آمریکا می‌توانست برای اهداف سیاست خارجی خود – فعالیت نظامی و کمک‌های بین‌المللی- رقم‌های زیادی پول خرج کند بدون اینکه نگران تراز پرداختی خود باشد.
تنش میان شوروی و آمریکا باعث شد تا نارضایتی از نظام دلار افزایش یابد. تهدید شوروی یکی از دلایل مهم در تقویت نظام پولی سرمایه‌داری غربی بود. چتر امنیتی و سیاسی آمریکا باعث شده بود سلطه اقتصادی آمریکا برای اروپا و ژاپن که از جنگ آسیب دیده بودند مطبوع باشد. با افزایش تولید ناخالص در کشورهای اروپایی، تجارت رشد کرد. وقتی تنش‌های امنیتی کاهش یافت وابستگی دفاعی کشورهای دو سوی اقیانوس اطلس نیز کاهش یافت و در نتیجه تنش‌های اقتصادی که پیشتر پنهان بودند رو شدند.

#### دلار
کاهش قدرت نسبی آمریکا و نارضایتی اروپا و ژاپن از نظام منجر به افول دلار می‌شد که اساس نظام تجارت جهانی پس از ۱۹۴۵ بود. جنگ ویتنام، امتناع رئیس‌جمهور لیندون جانسون به پرداخت هزینه‌های این جنگ و برنامه‌های جامعه بزرگ که بودجه‌اش از مالیات تأمین می‌شد منجر به خروج بیشتر دلار برای هزینه‌های نظامی و افزایش تورم می‌شد و در نتیجه وضع تراز تجاری آمریکا را وخیم‌تر کرد. در اواخر دهه ۱۹۶۰ میلادی، دلار در نسبت با موقعیت تجاری‌اش ارزش بیشتری داشت ولی مارک آلمان و ین ژاپن ارزش کمتری داشتند. آلمان و ژاپن تمایل نداشتند ارزش پول خود را زیاد کنند و لذا صادرات خود را گران‌تر کنند. همزمان آمریکا نمی‌خواست ارزش پول خود را کم کند تا اعتبار جهانی‌اش به خطر نیفتد. در همین زمان، فشار بازارهای ارزی تازه بین‌المللی بر ذخایر دولتی افزایش یافت و مقادیر هنگفتی سرمایه سوداگرانه به دنبال جایی برای سرمایه‌گذاری و دریافت سود بود.
بر عکس، در هنگام ایجاد نظام برتون وودز، آمریکا نصف کالاهای مصنوعی جهان را تولید می‌کرد و نیمی از ذخایرش را در اختیار داشت به همین دلیل می‌توانست هم به مدیریت بین‌المللی بپردازد و هم از پس جنگ سرد برآید. در دهه ۱۹۵۰ میلادی، آمریکا کسر تراز خود را به گونه‌ای حفظ کرد که بتواند وام بدهد، کمک کند و نیروی نظامی برای متحدانش ارسال کند؛ ولی در دهه ۱۹۶۰ میلادی، هزینه این کارها خیلی بیشتر شده بود. در ۱۹۷۰ میزان ذخایر بین‌المللی که در اختیار آمریکا قرار داشت ۱۶٪ بود. از دیگر موانع حل این تغییرات این بود که آمریکا متعهد به حفظ نرخ ثابت ارزها و تبدیلِ عندالمطالبه دلار به طلا بود.

### فلج شدن مدیریت پولی بین‌المللی

#### نظام نرخ شناور بین ۱۹۶۸ تا ۱۹۷۲
۴٫۳٫۱ نظام نرخ شناور در سال‌های ۱۹۶۸ تا ۱۹۷۲ در سال ۱۹۶۸ تلاش برای دفاع از نرخ ثابت دلار به طلا (۳۵ دلار بر اونس) و سیاست دولت‌های آیزنهاور، کندی و جانسون دیگر به‌طور فزاینده‌ای غیرقابل تحمل شده بود. خروج طلا از آمریکا شتاب گرفته بود و گرچه آلمان و بعضی دیگر کشورها متعهد بودند طلا را حفظ کنند، هزینه‌های ناترازی که دولت جانسون کرده بود کمبود دلار در دهه‌های ۱۹۴۰ و ۱۹۵۰ را به مازاد دلار در دهه ۱۹۶۰ تبدیل کرد. در ۱۹۶۷ در ریو دو ژانیرو، صندوق بین‌المللی پول پذیرفت نسبت‌های سهمیه‌ای را که در سال ۱۹۴۶ تعیین شده بود تغییر دهد. همچنین یک حق برداشت از حساب در نظر گرفته شد که بر حسب دلار آمریکا بود ولی تنها برای تراکنش‌های میان بانک‌ها و صندوق بین‌المللی پول قابل استفاده بود.
کشورها موظف بودند حق برداشت از حساب را تا سقف سه برابر سهمیه خود حفظ کنند و نه بیشتر و علاوه بر این بهره آن نیز محاسبه و پرداخت می‌شد. نرخ بهره اولیه ۱٫۵٪ بود. هدف از نظام حق برداشت از حساب این بود که کشورها دلار خود را به طلا تبدیل نکنند و سپس به قیمتی بالاتر در بازار آزاد نفروشند. در عوض دلیلی برای نگهداری دلار داشته باشند و آن هم دریافت بهره باشد البته مقدار دلار نگهداری شده نیز در نظام حق برداشت از حساب محدود بود.

#### شوک نیکسون
تراز منفی پرداختها، بدهی رو به افزایش دولت که حاصل از جنگ ویتنام و برنامه جامعه بزرگ بود، و تورم پولی وزارت خزانه‌داری منجر شد ارزش دلار پیوسته افزایش یابد. کاهش ذخیره طلای آمریکا منجر به فروپاشی مخزن طلای لندن در مارس ۱۹۶۸ شد. پوشش طلای آمریکا از ۵۵٪ به ۲۲٪ در سال ۱۹۷۰ رسید. از دید اقتصاددانان نوکلاسیک، این وضع نشانگر عدم اعتمادِ دارندگان دلار به توانایی دولت آمریکا در کاستن بودجه و کسری تجاری بود.
در ۱۹۷۱ دلارهای بیشتری در واشینگتن چاپ شد و به خارج فرستاده شد تا هزینه‌های برنامه‌های نظامی و اجتماعی دولت را پرداخت کنند. در شش‌ماهه نخست ۱۹۷۱، دارایی‌هایی به ارزش ۲۲ میلیارد دلار از آمریکا خارج شد. در پاسخ به این وضع، ریچارد نیکسون در ۱۵ اوت ۱۹۷۱ فرمان اجرایی ۱۱۶۱۵ را صادر کرد. این فرمان در پی قانون تثبیت اقتصادی سال ۱۹۷۰ صادر می‌شد و بر پایه آن دولت به‌طور یکسویه ۹۰ روز حقوق و قیمت‌ها را کنترل می‌کرد، ۱۰٪ بر مالیات واردات می‌افزود و از همه مهم‌تر «پنجره طلا» بسته می‌شد یعنی دیگر دلار مستقیماً به طلا قابل تبدیل نبود مگر اینکه این کار در بازار آزاد صورت می‌گرفت. عجیب اینکه این تصمیم بدون مشورت با اعضای نظام پولی بین‌المللی یا حتی وزارت خارجه صورت گرفت و خیلی زود به شوک نیکسون معروف شد.

#### موافقت‌نامه اسمیتسونین
این موافقت نامه نتوانست وزارت خزانه‌داری یا دولت آمریکا را به ایجاد نظم بیشتر تشویق کند. وزارت خزانه‌داری نگران افزایش نرخ بیکاری به علت کاهش ارزش دلار بود. وزارت خزانه‌داری که می‌کوشید پیامدهای موافقت‌نامه مؤسسه اسمیتسونین را تضعیف کنند در پی اجرای یک برنامه داخلی با هدف حذف بیکاری در سطح ملی، نرخ‌های بهره را پایین آورد.
کشورهای عضو انتظار داشتند که با وجود توافقنامه اسمیتسونین جریان دلار به سمت آمریکا بازگردد؛ ولی کاهش نرخ بهره در ایالات متحده منجر به خروج بیشتر دلار از آمریکا و سرازیر شدن به سمت بانک‌های مرکزی خارجی شد. انتقال دلار به بانک‌های خارجی منجر به ادامه فرایند کسب درآمد از طریق دلار را در کشورهای خارجی شد و اهداف موافقت نامه اسمیتسونین با شکست مواجه شد. در نتیجه، قیمت دلار در بازار آزاد طلا باز هم فشار را بر نرخ رسمی بیشتر کرد. درست پس از اینکه در ۱۹۷۳ اعلام شد ارزش دلار ۱۰٪ کاهش یافته است ژاپن و کشورهای اتحادیه اقتصادی اروپا تصمیم گرفتند ارزهایشان را شناور کنند. این رویداد سرآغاز فروپاشی نظام برتون وودز بود. یک دهه بعد، همه کشورهای صنعتی چنین کردند.

## برتون وودز۲
دولی، فولکرت-لاندو و گاربر نظام پولی امروزی را برتون وودز ۲ می‌نامند. آنگاه معتقدند در اوایل دهه ۲۰۰۰ (میلادی) نظام بین‌المللی از یک هسته تشکیل شده است که ارز بین‌المللی رایج را منتشر می‌کند و یک حاشیه هم دارد. در این سیستم، حاشیه می‌خواهد با حفظ نرخ تبادل ارزی زیر ارزش واقعی، صادراتش را زیاد کند و رشد کند. در دهه ۱۹۶۰ میلادی، این هسته آمریکا بود و حاشیه اروپا و ژاپن بودند. این حاشیه قدیمی دیگر فارغ شده است و حاشیه تازه آسیا است. هسته همان قبلی است: ایالات متحده. استدلال آن‌ها این است که نظام ارزهای میخکوب و تثبیت شده هم پایدار است و هم مطلوب (در این نظام حاشیه به هسته سرمایه صادر می‌کند و همین سرمایه نقش میانجی گر مالی را دارد) ولی این ادعا بحث‌برانگیز است.
سانجیو سانیال از همکاران گاربر، دولی و فولکرت-لاندو با استفاده از همین چارچوب مفهومی می‌گوید اقتصادهای جریان اصلی نباید بر تعادل جهانی اصرار کنند. وی می‌گوید وضع طبیعی جهان عدم تعادل است و در همه دوره‌های انبساط اقتصادی ناترازی وجود داشته است. این ناترازی‌ها منجر به آشفتگی می‌شوند ولی اقتصاددانان باید به فکر مقابله با این آشفتگی‌ها باشند نه اینکه بخواهند ناترازی‌ها را از بین ببرند؛ لذا او معتقد است که دور بعدی رشد اقتصادی منجر به بازگشت ناترازی‌ها می‌شود و به برتون وودز ۳ ختم خواهد شد.

### نظام برتون وودز پس از بحران ۲۰۰۸
در پی پیدایش بحران مالی ۲۰۰۸-۲۰۰۷ سیاست گذاران و دیگران به دنبال یک نظام پولی بین‌المللی گشتند و بعضی هم آن را برتون وودز ۲ نامیدند. از سوی دیگر، این بحران بحث‌ها در خصوص برتون وودز ۲ را احیا کرد.
در ۲۶ سپتامبر ۲۰۰۸، نیکولا سارکوزی رئیس‌جمهور فرانسه گفت «باید از نو به نظام مالی بیندیشیم، مانند اتفاقی که در برتون وودز رخ داد».
در روزهای ۲۴ و ۲۵ سپتامبر ۲۰۰۹، باراک اوباما میزبان اجلاس گروه ۲۰ در پیتسبرگ بود. در آنجا پیشنهاد شد نرخ تبادلات ارزی دوباره تنظیم شود. نتایج این جلسه را می‌توان موافقت نامه پیتسبورگ ۲۰۰۹ نامید و ممکن است کشورهایی که تراز منفی دارند از ارزش پول خود بکاهند و کشورهایی که مازاد دارند ارزش پول خود را افزایش دهند.
در ماه مارس ۲۰۱۰، گئورگ پاپاندرئو نخست‌وزیر یونان در جستاری در اینترنشنال هرالد تریبیون نوشت: «دولت‌های دموکراتیک جهان باید بنای تازه‌ای برای نظام مالی جهانی بسازند که به اندازه برتون وودز، تأسیس جامعه اروپایی و اتحادیه پولی اروپا جسورانه باشد؛ و ما خیلی زود به این نظام نیاز خواهیم داشت». وی همچنین در مصاحبه‌هایی که همزمان با دیدار با اوباما بود گفت اوباما در اجلاس بعدی گروه گروه ۲۰ در ماه ژوئن و نوامبر ۲۰۱۰ به مسئله مقررات تازه برای بازارهای مالی بین‌المللی خواهد پرداخت.
در زمان بحران، صندوق بین‌المللی پول کم‌کم در برابر اصرار به اصول مربوط به «بازار آزاد» نرم شد از جمله در موضوع دستورالعمل‌هایی که صندوق بین‌المللی پول در مخالف با استفاده از سرمایه برای کنترل بازار دارد. در سال ۲۰۱۱ (میلادی) دومینیک اشتراوس-کان مدیر صندوق بین‌المللی پول گفت افزایش فرصتِ کاری و عدالت «باید مسئله اصلی» سیاست‌های صندوق بین‌المللی پول باشد. بانک جهانی نیز تأکید بیشتری بر ایجاد مشاغل داشت.
با وجود این، سانجیو سانیان از اعضای دویچه بانک معتقد است اصرار بر تعادل جهانی از اساس مشکل دارد و رشد پایدار اقتصادی همواره همگام با ناترازی بوده است. این بدین معنی است که جهان در ن‌هایت به دوره تازه‌ای از ناترازی‌ها خواهد رسید که وی آن را برتون وودز ۳ می‌نامد.